# HouseTrip
HouseTrip ist eine 2009 gegründete Internetplattform zur Buchung und Vermietung von Privat- und Ferienwohnungen auf der ganzen Welt. Auf der Internetseite können sowohl Privatleute als auch professionelle Ferienwohnungsanbieter komplette Wohnungen oder Häuser für Gäste anbieten. Das Unternehmen mit Sitz in Lausanne (Schweiz) und weiteren Büros in London und Lissabon wurde bereits zum zweiten Mal als bestes Start-up der Schweiz ausgezeichnet. Im Vereinigten Königreich wählte die Times HouseTrip zu einer der 50 besten Reisewebsites.
2013 bot HouseTrip mehr als 250.000 aktiv gelistete Wohnungen an und gehört damit zu den großen Anbietern von Ferienwohnungen. Das Angebot an Wohnungen ist in zwei Kategorien unterteilt: Nutzer können entweder nach kompletten Wohnungen oder nach einem Schlafzimmer in einer Privatwohnung suchen.

## Gründung
Arnaud Bertrand und seine Frau Junjun Chen Arnaud gründeten HouseTrip im Jahr 2009, die Plattform ging im Januar 2010 erstmals live. Seit Gründung des Unternehmens konnte HouseTrip über vier Millionen Übernachtungen verbuchen. Finanziert wird Housetrip von drei Risikokapitalgesellschaften aus der Schweiz, Großbritannien und den USA, die bis dato rund 60 Millionen Franken in das Start-up investierten.

## Rechtliche Fragen
In Berlin (nach dem ZwVbG), Hamburg, Köln, und München werden Bußgelder bis zu 500.000 Euro für Wohnraumzweckentfremdung erhoben, in Freiburg bis zu 100.000 Euro.
Wien weist in seiner Sharing-Positionierung darauf hin, dass Untervermietungen im sozialen Wohnungsbau nicht zulässig sind. Es soll ein Tourismusförderungsgesetz in Kraft treten, das von entweder die Meldung der Vermietungen oder die Einhebung der Ortstaxe für die Stadt Wien verlangen wird.

## Konzept
HouseTrip ist ein Marktplatz für Privat- und Ferienwohnungen im Internet. Auf der Seite finden User Mietobjekte, wie klassische Ferienwohnungen oder -häuser, aber auch außergewöhnliche Unterkünfte, wie ein Hausboot in Amsterdam oder ein Ferienhaus aus dem 15. Jahrhundert in der Provence. Die Buchung erfolgt direkt auf der Website, sodass keine Vorauszahlungen an den jeweiligen Eigentümer getätigt werden müssen. HouseTrip behält den Betrag bis 24 Stunden nach Check-In im Feriendomizil ein. Gastgeber können sich bei HouseTrip auf der 'Pinnwand' durch Fragen und Antworten mit ihren Gästen austauschen und in der Rubrik 'Bewertungen' die Kommentare zu ihrem Objekt einsehen. Das Einstellen und Anbieten von Wohnungen auf HouseTrip ist für Gastgeber kostenlos.